# Vete

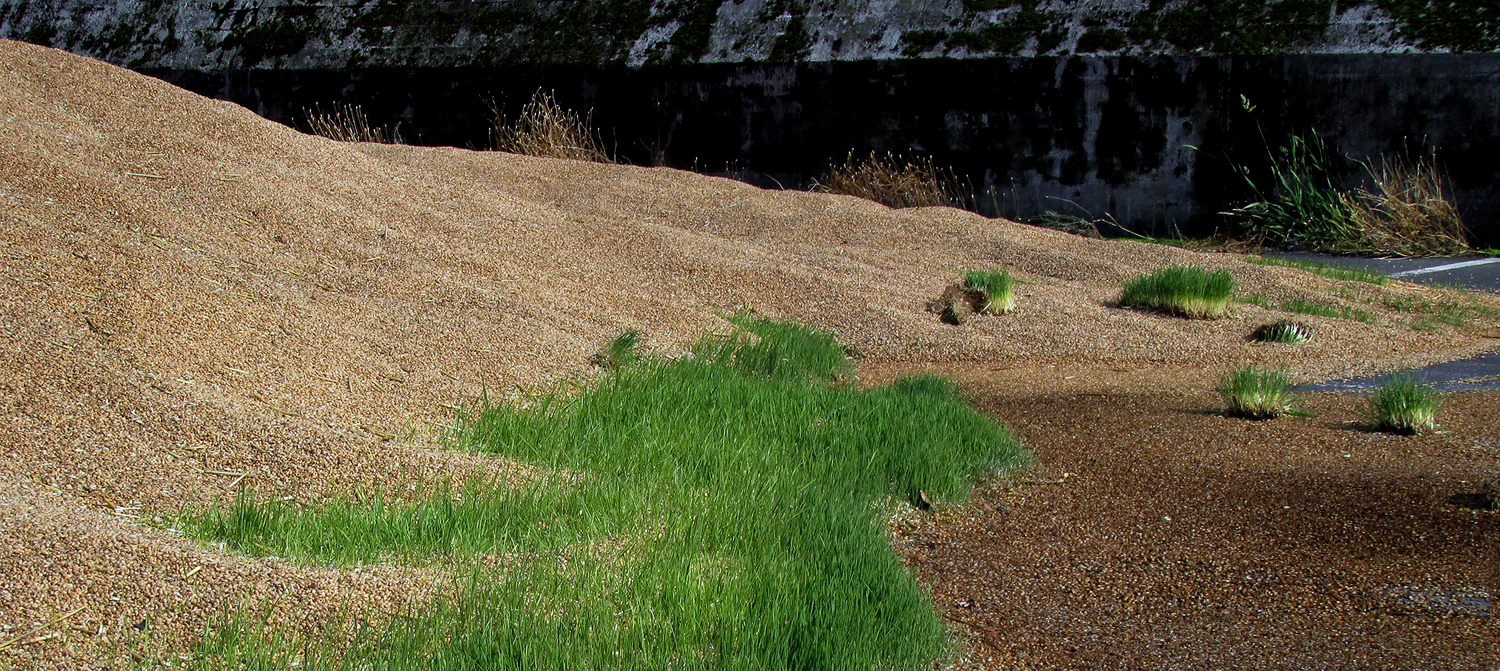
Vetet gror i en hög vid Lantmännens anläggning i Ystads hamn 2016.

Vete, vanligt vete, borstvete eller brödvete (Triticum aestivum) är en underart i familjen gräs som ibland räknas som art. Det är den absolut viktigaste vetearten i odling idag, men historiskt har andra vetesorter varit viktigare och när man i dagligt tal säger vete finns det fler arter än T. aestivum som kommer ifråga. Se taxonomiavsnittet.
Det finns mer än 35 000 registrerade vetesorter, som indelas i två huvudtyper: Höstvete är vete som sås på hösten och kräver en köldperiod för att blomma. Vårvete sås på våren och kräver ingen köldperiod för att blomma. En tredje typ är kubbvete med kompakta ax, som dock vanligen räknas som en egen art i släktet veten. Vete är en allohexaploid.

## Odling och användning
Vetet är ettårigt och odlas över hela världen i områden med temperaturer från 3–32 °C och 250–1 750 mm nederbörd. Odling sker i lerjord, helst med god kalkhalt. Vete ger god avkastning och har förhållandevis god motståndskraft mot växtsjukdomar. Det odlas framförallt för de stärkelserika frönas skull. Fröna har flera användningsområden, framförallt som mat, men också som djurfoder och bränsle. Fröna kan tjäna som bränsle genom direkt förbränning, men även efter jäsning genom förbränning av den utvunna etanolen. Som mat kan vetet användas som det är, i mald form (vetemjöl) till bakning och som utvunnet veteprotein. Vetekornet innehåller gluten.
Vetet ger från 4 400 kg/ha (vårvete) till 6 300 kg/ha (höstvete) i skörd i Sverige. Det som skiljer vår- och höstvetet åt är när på året det sås, eftersom vårvetet inte kräver köldperiod. Ofta lämpar sig dock en och samma typ av vete inte för sådd under båda perioderna. Den största delen av världsproduktionen är höstvete. Vårvetet har dock högre proteinhalt än höstvete. Typiska skördetidpunkter vid Uppsala i Svealand är: höstvete 23 augusti – 2 september, vårvete 10–13 september.

## Taxonomi
Det finns fyra vilda arter av vete, som alla återfinns i Mellanöstern. Linné ansåg att vetet fanns i fem varianter, något man idag har reviderat. Dessa var:
- T. aestivum  (brödvete)
- T. aestivum subsp. compactum, kubbvete.
- T. hybernum
- T. turgidum (emmervete)
- T. spelta spelt, även kallat dinkel.
- T. monococcum enkornsvete

Idag anses det finnas tre varianter av icke-vilt vete. Det finns dessutom två skolor av vetets taxonomi – en baserad på genetik och en traditionell.
Brödvetet uppdelas normalt i vår- och höstvete (Tritium aestivum subsp. vulgare). Dessutom finns växelvete (även kallade fakultativa veten) som kan odlas både som höstvete och vårvete.

## Historia
Vetets odlingshistoria är ännu i mångt och mycket okänd, men vete var en huvudfaktor för framväxten av stadsbaserade samhällen. Det var nämligen en av de första grödor som lätt kunde odlas storskaligt, och hade dessutom fördelen att det gav en skörd som gav lång förvaring av mat. Vete har odlats i Mellanöstern under minst 11 000 år. Den första kulturarten uppstod möjligen för omkring 9 000 år sedan genom korsning mellan vilt enkornsvete och den närstående arten tandat bockvete (Aegilops speltoides), vilket bland annat gav upphov till emmervete. Prov från El Ghâb i Libanon antyder att man redan 12 800 år sedan kultiverade olika grässorter som naturligt funnits där tidigare, däribland triticum boeoticum, vildformen av enkorn. Odlingsspår efter samma art förekommer i fynd från nordöstra Syrien, omkring 11 500 år gamla.Tritium dicoccum, emmervete har påträffats i såväl Jeriko och Aswad i Syrien i fynd som är omkring 10 000 år gamla.
Från Mellanöstern spred sig veteodlingen till Syd- och Mellaneuropa och odlades vid Atlantkusten omkring 5 000 f Kr. Redan under yngre stenåldern fanns även en kortaxig form, kubbvete i Europa.
I Norden förekommer såväl emmervete, enkornsvete och vanligt vete eller någon närbesläktad (kornen från triticum aestivum, brödvete och triticum compactum, kubbvete kan inte skiljas åt i förkolnad form) redan under tidigneolitikum. Från mellanneolitikum finns speltvete belagt.
Därefter gick veteodlingen tillbaka, främst till förmån för korn. Under äldre järnålder utgör speltveten omkring 5 % av de påträffade sädeskornen, i Västsverige omkring 7 %, i Östsverige omkring 3 % där även omkring 7–8 % brödvete förekommer. I Norrland förekommer inte vete alls. Under yngre järnålder minskade speltvetet till 1 % av sädesproduktionen, i Västsverige försvinner vetet helt medan produktionen ännu utgjorde 9 % av sädesproduktionen i östra Mellansverige där veteproduktionen höll sig kvar som "finbröd", ofta påträffat i gravar. Några speltveten förekom dock inte här.
Under medeltiden förekommer vete ännu främst i Östsverige, och då särskilt på de stora godsen. År 1471 utgjorde höstvete omkring 8 % av sådden vid Tyresö slott, och förekommer från 1479 i Billinge, Bondkyrka socken i ganska stor mängd. Vårvete förekom 1489 i odlingen vid Stegeborgs slott. Sammantaget rörde det sig dock om mycket liten andel av den svenska sädesproduktionen, antagligen mindre än 1 %.
Under 1500-talet introducerades hårdvete i Europa, vid samma tid börjar även tjockvete att odlas. Under 1700-talet ersattes de äldre enkornsvetet och emmervetet i Norden av kavelvete och kubbvete. Under 1700- och 1800-talet började de engelska formen Squarehead att introduceras, trots sämre jäsförmåga och frostbeständighet. Genombrottet kom dock då man i början av 1900-talet vid Svalöv och Weibullsholm började förädla vetesorter särskilt anpassade för nordligt klimat – ofta höstveten, bland annat det så kallade Thulevetet. Genombrottet för vetet kom på de skånska slättbygderna under slutet av 1800-talet, och på de östsvenska slättbygderna på 1920-talet då andelen vete steg från omkring 5 % av sädesproduktionen runt 1900 till 15 % av sädesproduktionen i slutet av 1920-talet. Det innebar att vete kunde börja användas som mjöl i matbröd, mot tidigare främst i kakor och andra högtidsbröd.
Vete började odlas Amerika först under 1500-talet. Vid mitten av 1800-talet blev den amerikanska veteodlingen mycket omfattande. Eftersom jorden där kunde köpas ytterst billigt och frakterna till europeiska hamnar, tack vare ångbåtarna, sjönk till en bråkdel mot vad de förut varit, blev det på 1870-talet ett prisfall på vete som växte år för år ända till inpå 1890-talet. Det billiga priset på vete gjorde att folk allt mer övergick till att baka sitt bröd av detta sädesslag. Därav följde minskad efterfrågan på annan spannmål med åtföljande prisfall även på denna.
International Wheat Council (IWC) är en internationell organisation som hjälper världshandeln av vete, som är mycket stor, att fungera väl. Vetet är ett mycket viktigt födoämne.
| Ukraina är en av de tio största producenterna av vete. Vänster: vy nära Kherson. Höger: landets flagga. |  | Ukraina är en av de tio största producenterna av vete. Vänster: vy nära Kherson. Höger: landets flagga. |
| Ukraina är en av de tio största producenterna av vete. Vänster: vy nära Kherson. Höger: landets flagga. |  | |

## Vete som växt
Plantan bildar först en lös tuva av långsmala enfärgat gräsgröna blad. Efter några månaders tillväxt bildas de mycket högre och blombärande skotten. Blommorna är typiska förenklade gräsblommor. Oftast ser man inte själva blommorna. Fröna är nötter, som sitter omgivna av högblad, så kallade agnar. De är samlade i 3–5 småax, som är samlade i större ax.
Storleken hos vetestrået är mellan 80 centimeter och en och en halv meter, medan axet kan bli upp till 15 centimeter långt.
Veteaxets nötter kan angripas av en nematod, kallad veteål.

## Produktion och statistik
| Rank                                              | Land           | 2009 | 2010 | 2011 | 2012 |
| ------------------------------------------------- | -------------- | ---- | ---- | ---- | ---- |
| 1                                                 | Kina           | 115  | 115  | 117  | 126  |
| 2                                                 | Indien         | 80   | 80   | 86   | 95   |
| 3                                                 | USA            | 60   | 60   | 54   | 62   |
| 4                                                 | Frankrike      | 38   | 40   | 38   | 40   |
| 5                                                 | Ryssland       | 61   | 41   | 56   | 38   |
| 6                                                 | Australien     | 21   | 22   | 27   | 30   |
| 7                                                 | Kanada         | 26   | 23   | 25   | 27   |
| 8                                                 | Pakistan       | 24   | 23   | 25   | 24   |
| 9                                                 | Tyskland       | 25   | 24   | 22   | 22   |
| 10                                                | Turkiet        | 20   | 19   | 21   | 20   |
| 11                                                | Ukraina        | 20   | 16   | 22   | 16   |
| 12                                                | Iran           | 13   | 13   | 13   | 14   |
| 13                                                | Kazakstan      | 17   | 9    | 22   | 13   |
| 14                                                | Storbritannien | 14   | 14   | 15   | 13   |
| 15                                                | Argentina      | 9    | 15   | 14   | 11   |
| —                                                 | Världen        | 686  | 651  | 704  | 675  |
| Källa: FN:s livsmedels- och jordbruksorganisation |                |      |      |      |      |

### Världsproduktionen
Följande tio länder/regioner stod 2015 för den största produktionen av vete:
1. Europeiska unionen – 157,98 miljoner ton
2. Kina – 130,19
3. Indien – 88,94
4. Ryssland – 61
5. USA – 55,84
6. Kanada – 27,6
7. Ukraina – 27,25
8. Australien – 26
9. Pakistan – 25,48
10. Turkiet – 19,5

### Sverige
I Sverige har sortförädling, växtskyddsmedel och mineralgödsel i kombination med att de minst produktiva jordarna tagits ur bruk medfört att hektarskördarna av vete ökat under 1900-talet. Under åren 1913–1920 låg avkastningen av höstvete mellan 2 000 och 3 000 kg per hektar. År 2009 var hektarskörden av höstvete 8 210 kg per hektar i Skåne län. Det innebar att många gårdar i södra Sverige bärgade mer än 10 000 kg höstvete per hektar det året. På Jordbruksverkets webbplats publiceras årligen statistik om hektar- och totalskördar i Statistiskt meddelande JO 16 SM, Skörd av spannmål, trindsäd, oljeväxter, potatis och slåttervall.
Den areal som odlats med vete i Sverige har, till skillnad från övriga brödsädsgrödor, ökat under 1900-talet. Arealen odlad med höstvete har ökat från cirka 111 000 hektar år 1919 till cirka 332 000 hektar år 2010. Arealen odlad med vårvete har ökat från cirka 30 000 hektar till cirka 68 000 hektar under samma period. På Jordbruksverkets webbplats publiceras årligen statistik om de arealer som odlas med vete i Statistiskt meddelande JO 10 SM, Jordbruksmarkens användning. I Eurostats databas publiceras statistik om veteskörd och veteareal i Europa under kategorin Agriculture och underkategorin Regional Agriculture Statistics. I FAO:s databas publiceras statistik om veteskörd och veteareal i världen under kategorin Production och underkategorin Crops.

## Skadegörare hos vete
Vetet har många skadegörare, svampar, insekter, bakterier, nematoder och virus. Här är några vanliga sjukdomar och skadegörare som drabbar vetet:
- Svartpricksjuka
- Gulrost, brunrost och svartrost
- BrunfläcksjukaSädesstrå som drabbats av stråknäckarsvampen.
- Dvärgstinksot
- Fusarioser (snömögel)
- Mjöldryga
- Stinksot
- Flygsot
- Vetets bladfläcksjuka
- Vetets flygsot

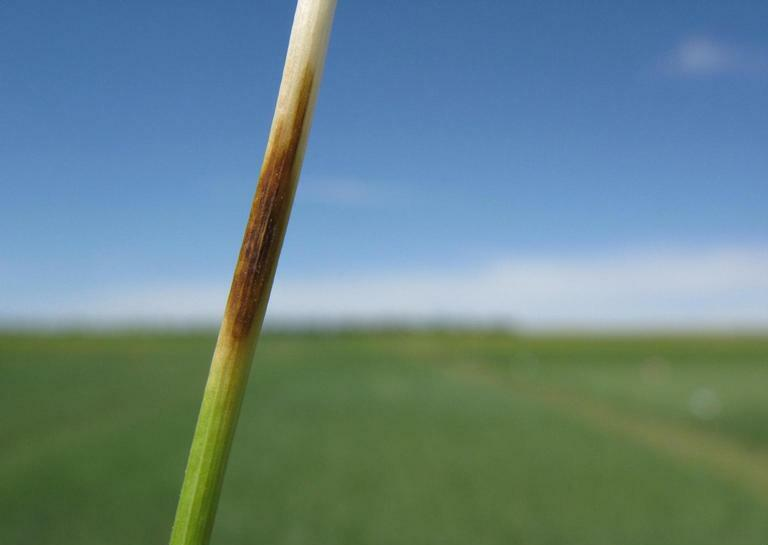
Sädesstrå som drabbats av stråknäckarsvampen.

- Rotdödarsvamp (Gaeumannomyces graminis tritici eller Gaeumannomyces graminis var. tritici)
- Stråknäckarsvamp

Vetedvärgsjuka orsakas av ett virus som sprids av den randiga dvärgstriten.
Sädesbladlus, vanlig fritfluga (Oscinella frit), sädesbroddsfly (Agrotis segetum) och vetemyggor (till exempel Contarinia tritici) går på höstsäd och åstadkommer periodvis stora skador på grödan. För vetemyggan är intervallet 10–20 år.

## Mimikry

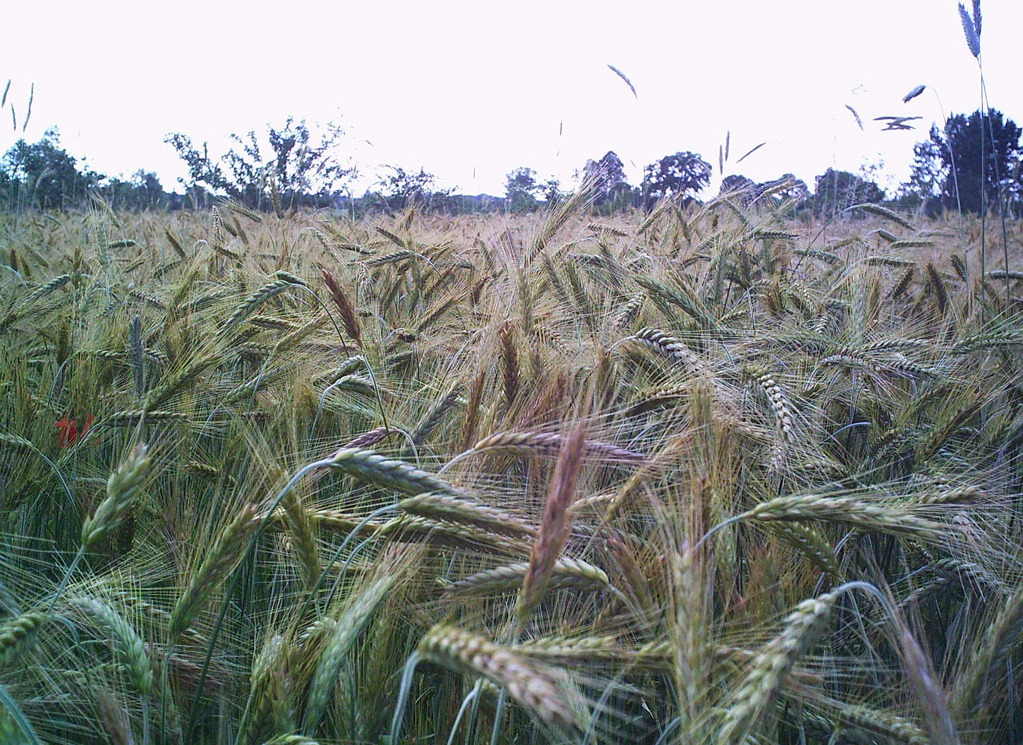
Råg är ett sädesslag som från början var ett ogräs, som utvecklade en skyddande likhet med vete.

Flera nutida sädesslag har utvecklat skyddande likhet med vete, för att inte rensas bort som ogräs. Det är en form av mimikry som kallas Vavilovs mimikry. Bland sädesslagen har både råg och havre utvecklats genom Vavilovs mimikry. Råg, Secale cereale, har utvecklats från ett gräs, vildråg, Secale montanum. Eftersom råg är en härdigare växt än vete har den sedan den skyddande likheten utvecklats till fullo blivit ett bra spannmål att odla där vete inte ger skörd, till exempel i bergsterräng. Havre, Avena, har på samma sätt som råg utvecklats från ogräs till skyddande likhet vid vetet och kornets sida. Den nutida havren kommer ursprungligen från arten storhavre, Avena sterilis.

## Bildgalleri

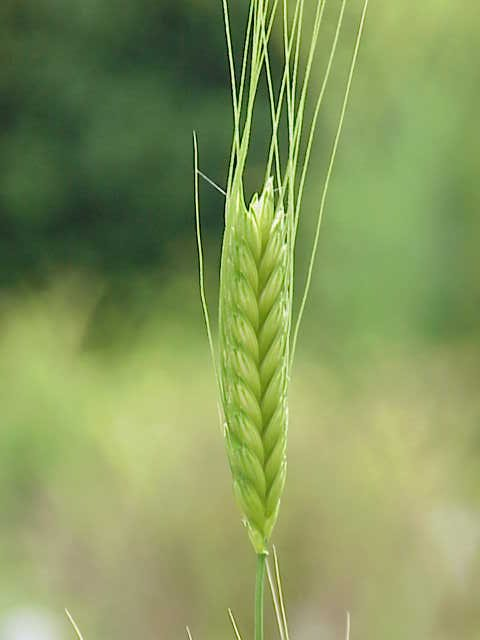
Närbild på mognande enkornsvete.
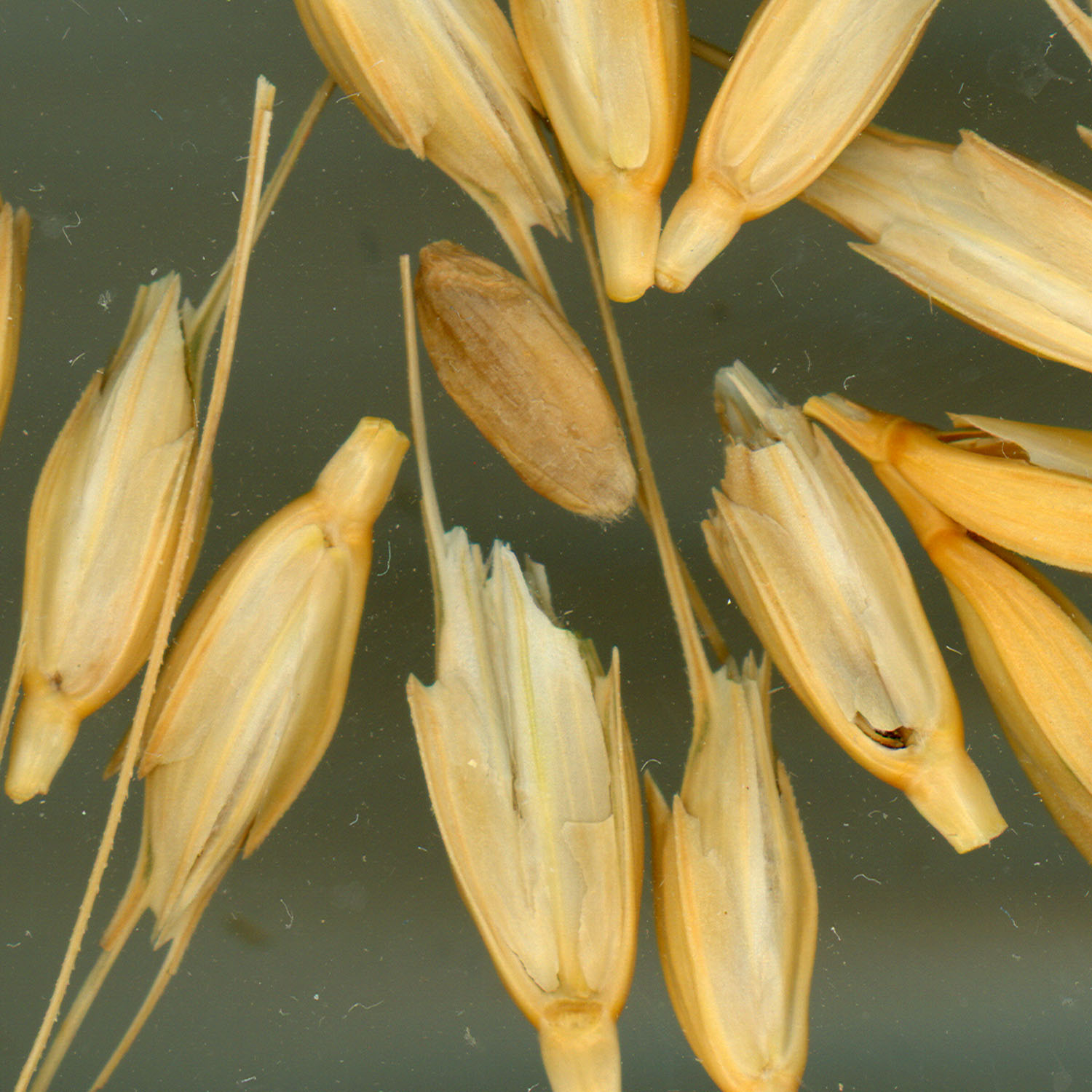
Närbild på mogna korn av enkornsvete.
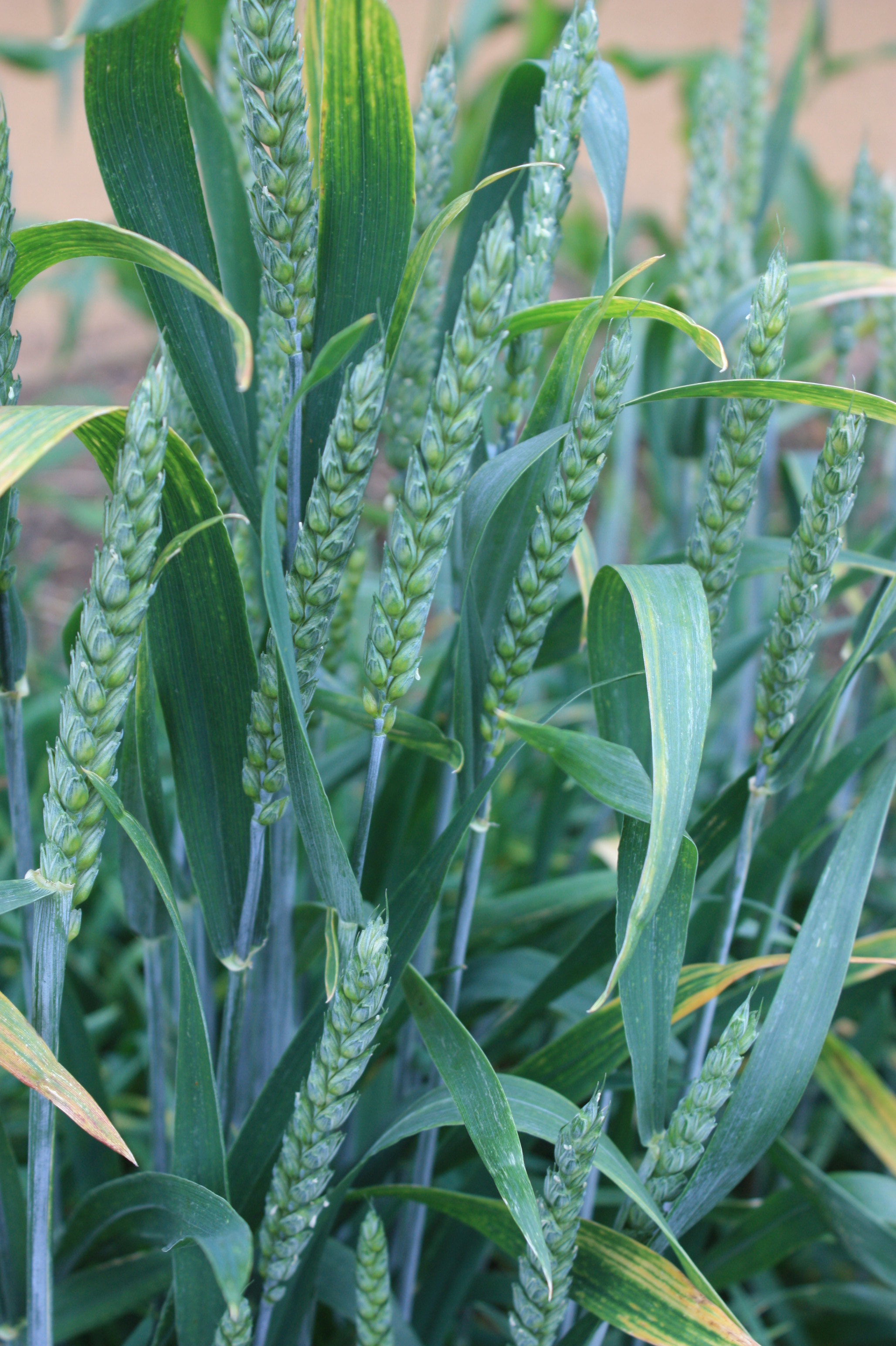
Grönt vete en månad före skörd.
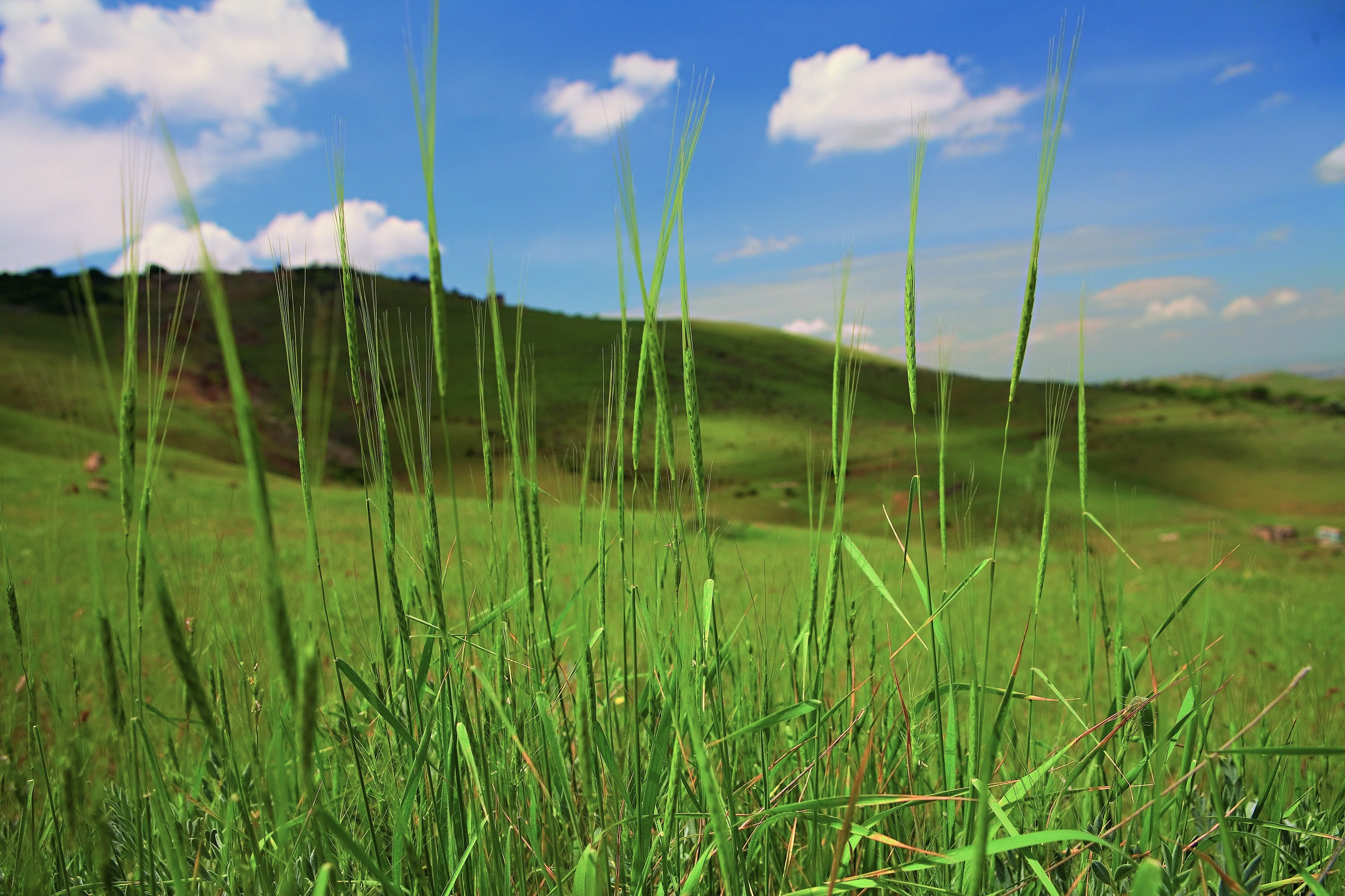
Vildvete av arten T. araraticum.
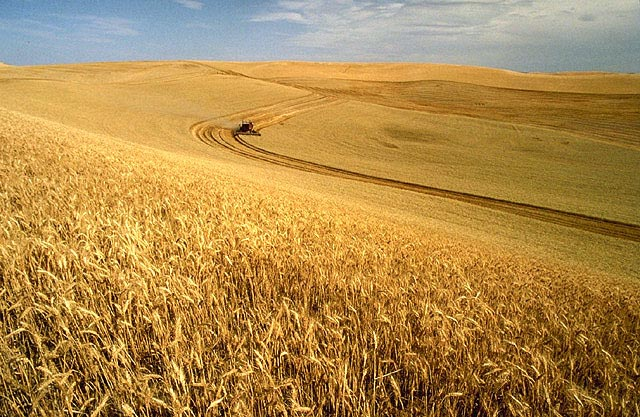
Skördare vid vetefält i Idaho, USA.
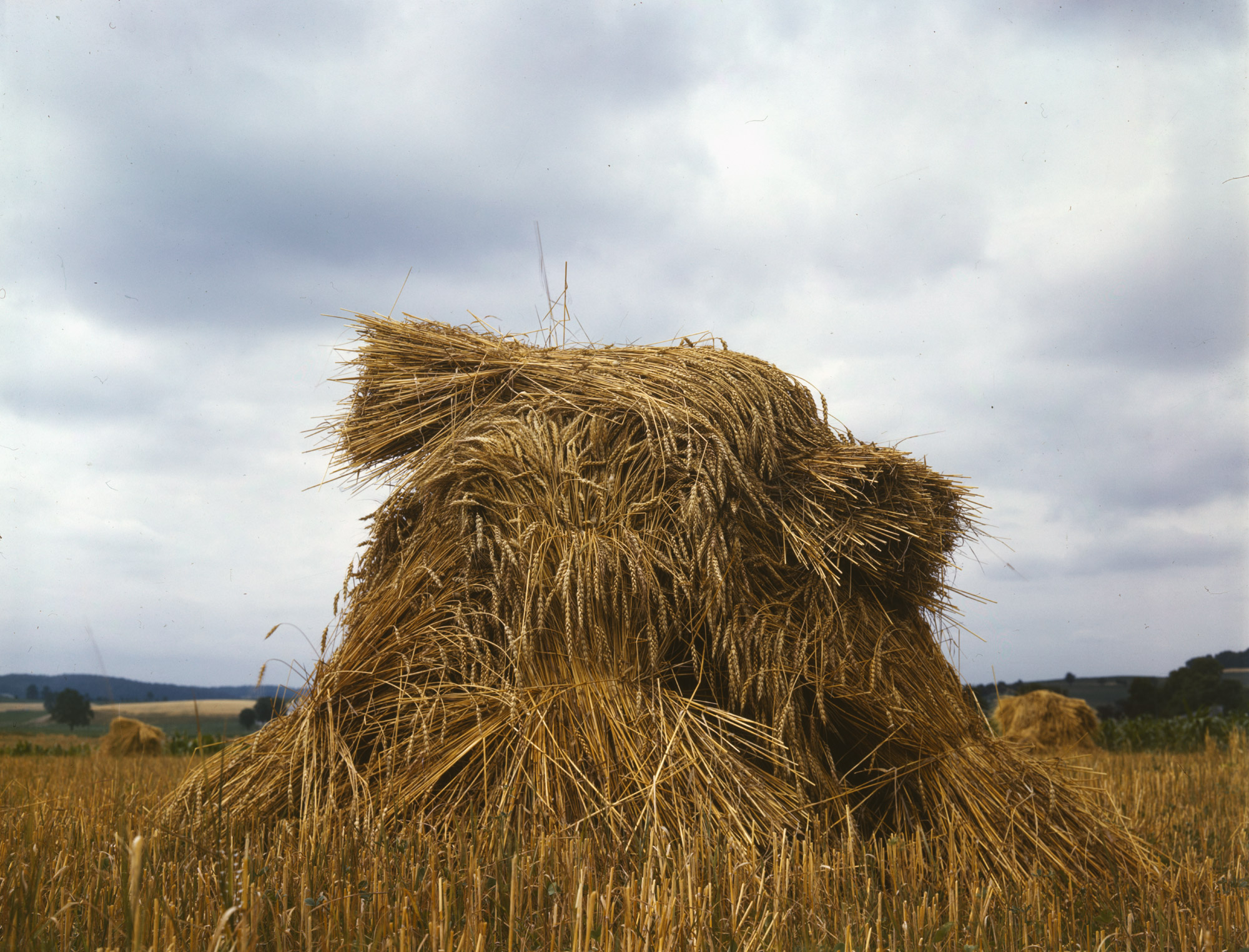
Vetekärvar i Pennsylvania, USA (1943).
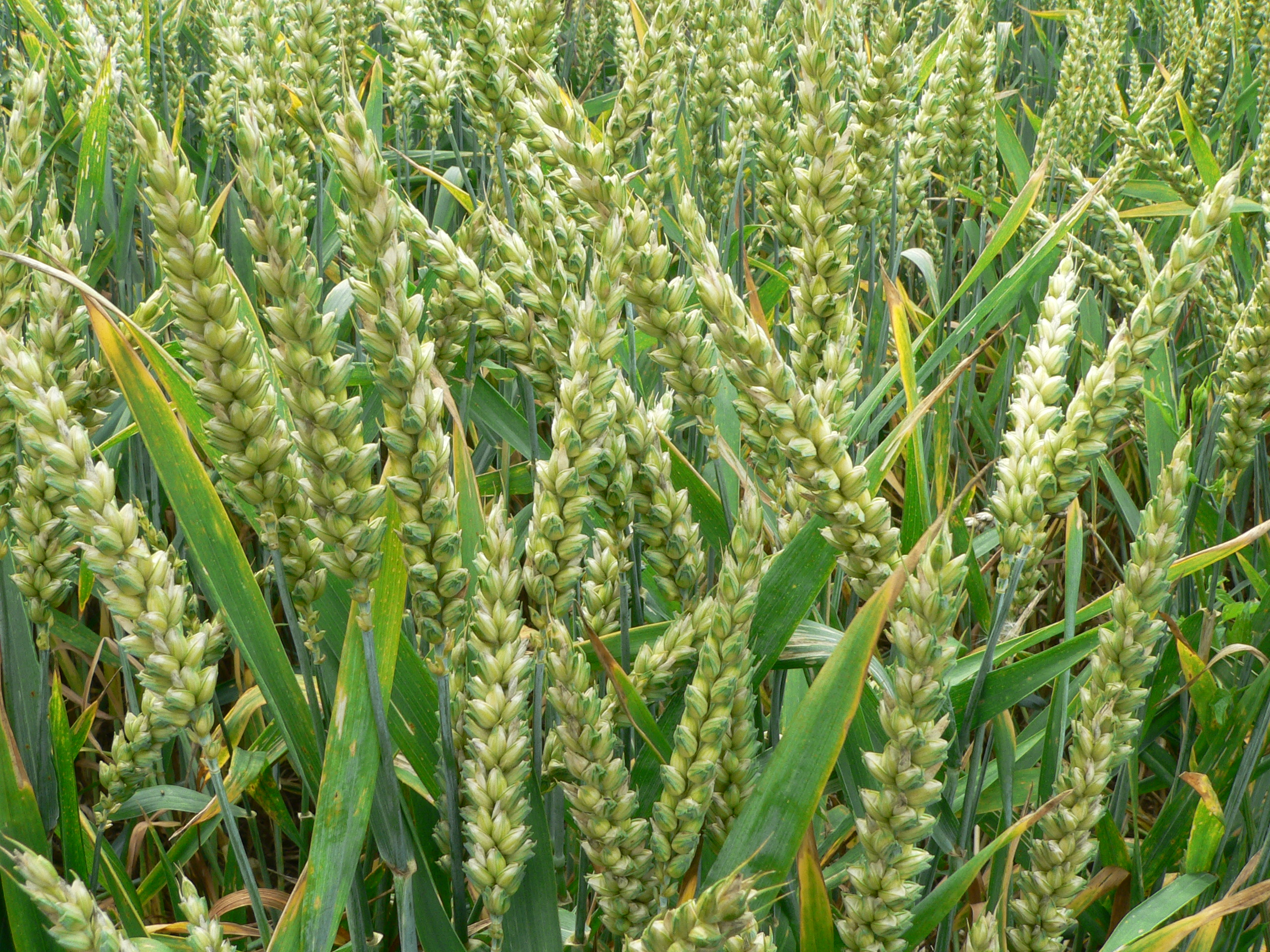
Vetefält i Frankrike, av arten T. aestivum, alltså brödvete.
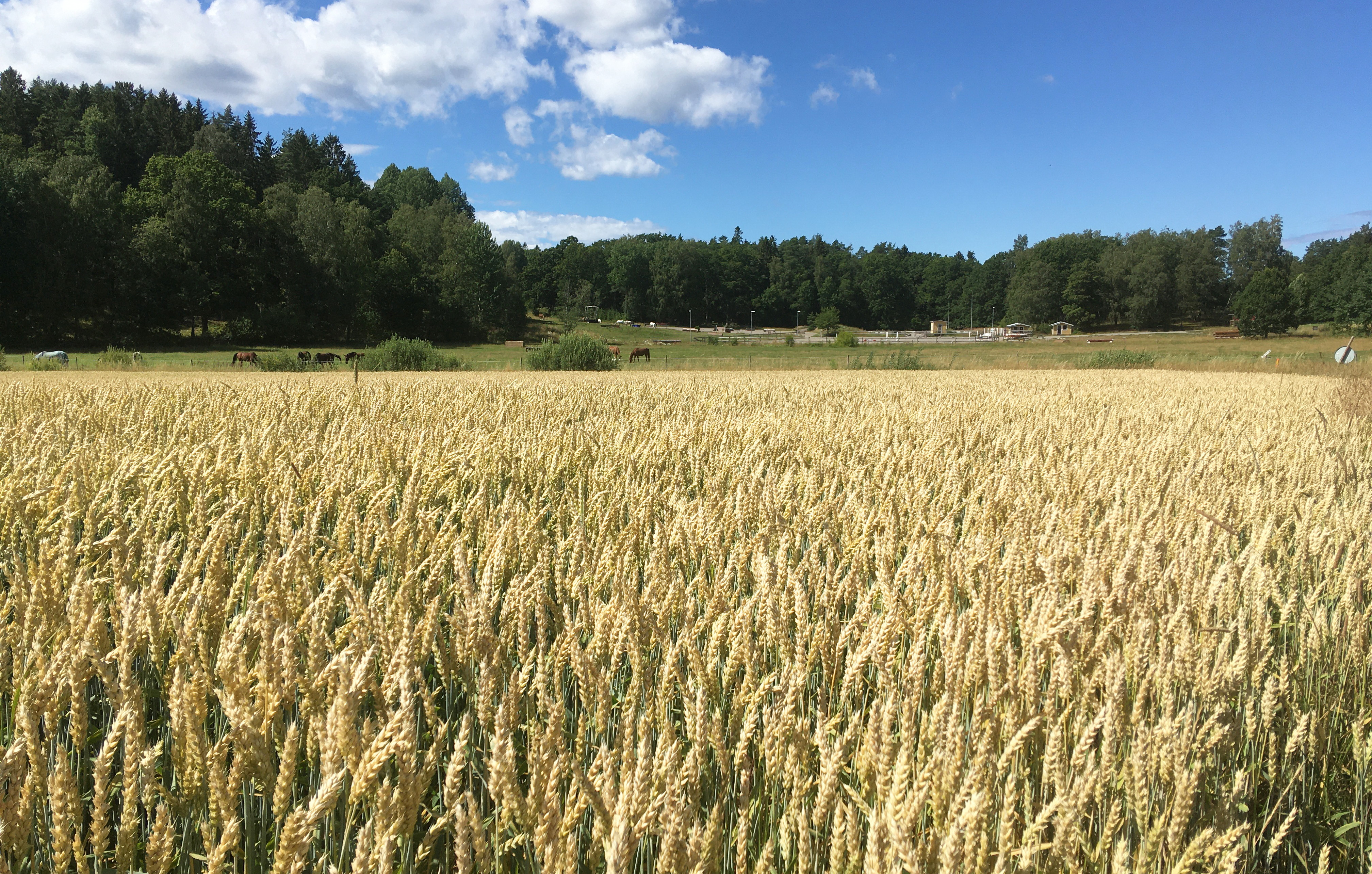
Ett svenskt vetefält vid Hågelby gård i juli 2020.